# Рыжкин, Иосиф Яковлевич
Ио́сиф Я́ковлевич Ры́жкин (7 июля 1907, Москва — 30 мая 2008, там же) — советский музыковед, педагог. Профессор Московской консерватории, профессор ГМПИ им. Гнесиных.

## Очерк биографии и творчества
Родился в семье агронома Янкеля-Давида Вениаминовича Рыжкина и Мани Иоселевны Житловской. Брат энергетика Вениамина Яковлевича Рыжкина. Племянник Х.Житловского.
В 1930 году И. Я. Рыжкин окончил историко-теоретическое отделение Московской консерватории, где учился у М. Ф. Гнесина, А. Ф. Гедике и других известных профессоров.
В 1930—1933 гг. работал научным сотрудником Государственной академии художественных наук (преобразована в Государственную академию искусствознания, ГАИС).
Занимался также музыкально-просветительской работой: с 1932 года — председатель секции музыковедения и критики Союза композиторов СССР; организовывал научно-публицистические конференции, посвященные проблемам симфонизма и оперного жанра; в довоенные годы принимал участие в организации симфонических концертов в Большом зале Московской консерватории; в годы Великой Отечественной войны совместно с Н. Я. Брюсовой вёл «Музыкальный лекторий» и занимал должность главного редактора Центрального музыкального радиовещания, а а 1946—1948 гг. — заместителя главного редактора журнала «Советская музыка».
После защиты кандидатской диссертации (1935) И. Я. Рыжкин начал преподавать в Московской консерватории (с 1939 профессор), в 1941—1943 годах — декан историко-теоретического факультета Московской консерватории, эвакуированной в Саратов.
В 1944—1948 зав. кафедрой истории и теории музыки Высшего училища военных капельмейстеров (с 1951 — Институт военных дирижёров).
В 1946—1966 — старший научный сотрудник Института истории искусств АН СССР.
В 1966—1973 профессор и зав. кафедрой теории и истории музыки Московского государственного института культуры. В 1970-е гг. преподавал музыкальную эстетику на философском факультете МГУ. В 1973—1989 профессор-консультант ГМПИ им. Гнесиных.
Жена Рыжкина — музыковед-фольклорист, профессор ГМПИ им. Гнесиных, С. Л. Браз (1936–2006). 
Похоронен в Москве на Востряковском еврейском кладбище.

## Научный вклад
И. Я. Рыжкин — автор ценных музыковедческих работ в области музыкально-теоретических систем, музыкальных стилей, музыкальных форм, гармонии, мелодики, ритмики, музыкальной социологии, музыкальной эстетики, а также методологии музыкального анализа.
В 1934 и 1939 годах И. Я. Рыжкин в соавторстве с Л. А. Мазелем выпустил двухтомник «Очерки по истории теоретического музыкознания», отдельные главы которого написаны Рыжкиным, а отдельные Мазелем (совместных трудов нет). В первом томе Рыжкину принадлежат очерки «Классическая теория» (с акцентом на теории Ж.-Ф. Рамо) и «Традиционная школа» (XVIII-XIX века в Европе [кроме Х. Римана], учебники по гармонии Н. А. Римского-Корсакова и П. И. Чайковского в России), во втором томе — очерки по Б. Л. Яворскому и Н. А. Гарбузову. В 100-страничном очерке «Теория ладового ритма (Б. Л. Яворский)» подверг критике теорию Яворского. Отмечая его «крайнюю несистематичность» и «запутанный стиль изложения», Рыжкин с сожалением констатировал: «Пользоваться печатными изложениями теории ладового ритма возможно только для лиц, уже знающих эту теорию. Научиться этой теории, освоить ее по существующим печатным изложениям для лиц, не знакомых с ней ранее, как правило, очень затруднительно».
Вместе с В. А. Цуккерманом и Л. А. Мазелем И. Я. Рыжкин разработал метод «целостного анализа» музыкальных произведений, который позволял расшифровывать сугубо музыкальные знаковые системы в их философско-эстетической конкретности и обобщённости. Причём основная заслуга в разработке этических аспектов концепта целостного анализа принадлежит именно И. Я. Рыжкину. В контексте генеральной идеологии «целостного анализа», Рыжкин является также основным систематизатором типов (то есть типологизатором) диалектического мышления в связи с различными типами симфонизма как наиболее «философоёмкого» атрибутива музыки.
Кроме того, И. Я. Рыжкин — автор исследований симфонического творчества М. И. Глинки, А. С. Даргомыжского, П. И. Чайковского, Л. Бетховена и других выдающихся композиторов.

## Основные труды
- (соавтор Л. А. Мазель) Очерки по истории теоретического музыкознания. Вып. 1—2. М., 1934, М. — Л., 1939 (одна часть очерков написана И. Я. Рыжкиным, другая Л. А. Мазелем, совместных очерков нет)
- Очерк о гармонии («СМ», 1940, № 3).
- Шестая симфония Чайковского — о трёх типах русской музыкальной классики — историческом, эпическом и психолого-драматическом («СМ», 1946, № 1, 2, 3)
- Взаимоотношение образов в музыкальном произведении и классификация так называемых музыкальных форм — композиционно-структурных типов (в кн.: Вопросы музыкознания, вып. 2. М., 1953—1954).
- Конкретность и обобщенность музыкального образа (в кн.: Вопросы музыкознания. М., 1956).
- Стиль и реализм (в кн.: Вопросы эстетики, 1958. М., № 1).
- Путь правды (о развитии реализма в музыке) («СМ», 1958, № 1).
- Назначение музыки и её возможности. М., 1962.
- Современная музыка и гуманистический идеал (в кн.: Вопросы эстетики, вып. 5. М., 1962).
- О некоторых существенных особенностях музыки (в кн.: Эстетические очерки. М., 1963).
- Образная композиция музыкального произведения (в кн.: Интонация и музыкальный образ. М., 1965).
- Советское теоретическое музыкознание (в кн.: Вопросы теории и эстетики музыки, вып. 6—7. Л., 1968)
- Music and Reality (в кн.: Art and Society. M., 1969)
- Музыкальная жизнь как процесс (в кн.: Воспоминания о Б. В. Асафьеве. Л.. 1974)
- Новаторство обновленной традиции («СМ», 1976).